# احمد عبیدات
احمد عبیدات (انگلیسی: Ahmad Obeidat؛ زادهٔ ۱۸ نوامبر ۱۹۳۸) سیاست‌مدار اهل اردن است. وی از ۱۰ ژانویه ۱۹۸۴ تا ۴ آوریل ۱۹۸۵ نخست‌وزیر اردن بود.